# 泥蜂族
泥蜂族（學名：Sphecini）是泥蜂科之下一個膜翅目昆虫的族。本分類單元包括下列三個亞族、五個属：
- Chilosphex Menke, 1976
- 扁股泥蜂属 Isodontia（法语：Isodontia） Patton, 1880[2]
- 掌泥蜂属 Palmodes（法语：Palmodes） Kohl, 1890
- 锯泥蜂属 Prionyx（法语：Prionyx） Vander Linden, 1827
- 泥蜂屬 Sphex Linnaeus, 1758[2]